# The Darkness (film)
Pour plus de détails, voir Fiche technique et Distribution.
The Darkness est un film d'horreur américain réalisé par Greg McLean et sorti en 2016.

## Synopsis
Une famille rapporte involontairement une force surnaturelle de ses vacances, présence maléfique qui se repaît de leurs peurs et secrets...

## Fiche technique
- Titre original : The Darkness
- Réalisation : Greg McLean
- Scénario : Shayne Armstrong, Shane Krause et Greg McLean
- Direction artistique : Hunter Brown
- Décors : Melanie Jones
- Costumes : Nicola Dunn
- Photographie : Toby Oliver
- Montage : Sean Lahiff
- Musique : Johnny Klimek
- Production : Jason Blum, Matthew Kaplan, Bianca Martino et Greg McLean
  - Production déléguée : Jeanette Brill, Robyn Marshall, Couper Samuelson
  - Production associée : Phillip Dawe
  - Line producer : Gerard DiNardi
- Société(s) de production : Blumhouse Productions, Lionsgate et Chapter One Films
- Société(s) de distribution : BH Tilt
- Pays d'origine : États-Unis
- Langue originale : anglais
- Format : couleur
- Genre : Horreur
- Durée : 92 minutes
- Dates de sortie : 
  -  États-Unis : 13 mai 2016
  -  France : 18 octobre 2016 (DVD et Blu-Ray)

## Distribution
- Kevin Bacon (V. F. : Philippe Vincent) : Peter Taylor
- Radha Mitchell (V. F. : Rafaèle Moutier) : Bronny Taylor
- David Mazouz (VF : Benjamin Bollen) : Michael Taylor
- Lucy Fry (V. F. : Marie Tirmont) : Stephanie Taylor
- Ming-Na Wen (VF : Claire Beaudoin) : Wendy Richards
- Paul Reiser (VF : Michel Dodane) : Simon Richards
- Jennifer Morrison (VF : Cathy Diraison) : Joy Carter
- Matt Walsh (VF : Jean-François Aupied) : Gary Carter
- Parker Mack (VF : François Santucci) : Andrew Carter
- Tara Lynne Barr : Kat
- Jamie Bernadette : Hot Waitress
- Sara Mornell : Dr Jones
- Ilza Rosario (VF : Daniela Labbé-Cabrera) : Gloria

Sources et légende : Version française (VF) selon le carton de doublage.